# Blacus sutchanicus
Blacus sutchanicus är en stekelart som beskrevs av Sergey A. Belokobylskij 1995. Blacus sutchanicus ingår i släktet Blacus och familjen bracksteklar. Inga underarter finns listade.